# Economia Norvegiei
Economia Norvegiei este caracterizată de soliditate și stabilitate. 
Țară cu economie puternic dezvoltată, bazată pe industrie diversificată, pe servicii în transporturi și comerț. PIB (1992): 35 % industrie, 62 % servicii, 3 % agricultură. Dispune de bogate resurse de subsol (petrol, gaze naturale, minereuri de fier, cupru, zinc, plumb, molibden, pirite) și de un substanțial potențial hidroenergetic, în baza cărora s-a dezvoltat intens electrometalurgia (feroaliaje, oțeluri, aluminiu, nichel, cupru). Ramuri industriale în ascensiune: construcții de mașini (nave, echipamente și utilaje electrotehnice, mașini unelte), prelucrarea lemnului, fabricarea hârtiei, industria chimică (îngrășăminte azotoase, carbid), textilă și de confecții, alimentară (produse lactate, margarină, conserve de carne și de pește). În agricultură predomină creșterea animalelor (bovine, porcine, ovine), producția de cereale (orz, ovăz, secară) și de cartofi. Pescuit intens (se vânează balene).
Exportă petrol, gaze naturale, echipamente industriale și de transport, nave maritime, metale, produse textile și alimentare (din pește, carne).
Importă mijloace de transport, produse metalice, fructe, legume.
Partenerii principali de comerț: Marea Britanie, Suedia, Germania, Danemarca.
Căi ferate: 4.026 km.
Căi rutiere: 90.174 km. Căi navigabile interne. Flotă maritimă de mare capacitate.

## Agricultura
Agricultura Norvegiei se bazează pe creșterea animalelor, deoarece doar 3% din suprafața totală a țării poate fi folosită pentru agricultură. Terenurile arabile se găsesc doar în număr mic pe câmpiile din sud-est și în apropierea orașului Trondheim.

## Finanțe
În anul 2014, doar 10% din tranzacțiile anuale din economie care aveau loc în Norvegia se mai făceau cu bani lichizi, iar instituțiile financiare din această țară susțineau că autoritățile de la Oslo ar trebui să renunțe la banii lichizi până în 2036.